# Zeche Gabe Gottes (Essen)
Die Zeche Gabe Gottes ist ein ehemaliges Steinkohlenbergwerk in Essen-Kupferdreh-Dilldorf. Die Zeche war fast 100 Jahre eigenständig. Während ihrer Betriebszeit wurde die Zeche mehrfach außer Betrieb genommen und erst Jahre später wieder in Betrieb gesetzt.

## Bergwerksgeschichte
Das Bergwerk war bereits in den Jahren 1758 bis 1759 in Betrieb, die Vermessung erfolgte jedoch erst im Jahr 1766. Nachdem im Grubenfeld zunächst Abbau betrieben worden war, fiel es später ins Bergfreie zurück. Am 30. Juni 1792 wurde das Grubenfeld durch die Herrschaft Hardenberg erneut verliehen. 1803 wurden die Berechtsamen Huf I und Huferbank II der Zeche Huferbänke in den Akten des Bergamts auch Gottesgabe genannt. 1812 wurde der Augustus Erbstolln übernommen und die Strecke No. 2 überarbeitet, außerdem wurde in diesem Jahr Abbau betrieben. Im Jahr 1817 wurde ein Schacht geteuft. Ab Februar 1820 war die Zeche außer Betrieb.
In den Jahren 1838 bis 1841 gehörte die Zeche Gabe Gottes zu den Hardenbergischen Kohlenbergwerken. Am 3. Juli 1841 wurde ein Geviertfeld verliehen. In den Jahren 1845 bis 1858 war die Zeche Gabe Gottes erneut außer Betrieb. 1859 wurde die Zeche wieder in Betrieb genommen, damit das Grubenfeld nicht ins Bergfreie fiel; während dieser Zeit jedoch wurde nur unbedeutender Abbau betrieben. 1860 wurde eine Strecke in westlicher Richtung zur Lösung der Zeche Petersburg aufgefahren. Am 27. März 1861 konsolidierte die Zeche Gabe Gottes mit der Zeche Petersburg zur Zeche Vereinigte Petersburg.